# Nicolas Dorigny
Nicolas Dorigny, född 1658, död 1746, var en fransk konstnär. Han var son till Michel Dorigny och bror till Louis Dorigny.
Dorigny vistades från 1687 ett tjugotal år i Italien hos sin bror men kallades 1711 till England för att gravera tapetkartonger i kopparstick efter Rafaels målningar. Bland Dorignys många ståtliga gravyrer märks flera kopparstick efter Rafael (Amor och Psyke-fresen i Villa Farnesina, Transfigurationen) och andra italienska mästare. Dorigny är representerad vid bland annat Nationalmuseum.